# Азиатский клиринговый союз
Азиатский клиринговый союз (ACU) (англ. Asian Clearing Union) — финансовое и валютное объединение в Азии. Был создан 9 декабря 1974 года по инициативе Экономической и социальной комиссии Организации Объединённых Наций для Азии и Тихого океана (ЭСКАТО). Основной целью ACU на момент его создания было обеспечение регионального сотрудничества в отношении клиринга соответствующих денежных операций между членами Союза для обеспечения системы клиринговых платежей между странами-членами на многосторонней основе.

## Цели
- Облегчение расчётов по платежам на многосторонней основе;
- Продвижение использования валют участников;
- Содействие валютному сотрудничеству между участниками;
- Обеспечение механизма валютных свопов между участниками.

### Преимущества
- Лёгкий доступ к международным резервам других участников;
- Доступность механизма на многосторонней основе;
- Возможность дальнейшего валютного сотрудничества;
- Линейная интерполяция Чикагской товарной биржи: CME SOFR на один месяц и три месяца для доллара США, EURIBOR на два месяца для евро, двухмесячная LIBOR, объявленная ICE для японской иены;
- Экономия валютных резервов за счёт многостороннего взаимозачета и расчётов раз в два месяца;
- Устранение торговых дисбалансов и расширение торгового и валютного сотрудничества между членами;
- Отсутствие необходимости накапливать валюты других членов;
- Доступ к новым рынкам, валютная интеграция и углубление финансовых отношений;
- Возможность использования долларов США, евро и иены в качестве резервных валют;
- Членский взнос не взимается;
- Более высокая эффективность клиринга по сравнению с другими организациями.

## Члены
На 2022 год членами ACU являлись центральные банки Бангладеш, Бутана, Ирана, Индии, Мальдивских островов, Непала, Пакистана, Шри-Ланки и Мьянмы. Центральные банковские органы стран-участниц выпустили подробные инструкции и способы проведения денежных операций через ACU. Членство в ACU открыто для центральных банков, расположенных в географической зоне ЭСКАТО и за её пределами. Всего объединение работает с 13 различными валютами.

## Общие положения и история
Все платежные инструменты, номинированные в AMUs (долларах США, евро США и иенах США), могут использоваться для осуществления платежей через клиринговый механизм. 
Транзакции, проведённые через механизм ACU, в 2021 году составили 29 миллиардов долларов США по обменному курсу.
Период: Расчёты раз в два месяца.
Крайний срок платежа: T + 4.

## Система SEPAM
Вследствие санкций, наложенных на Иран, страна в октябре 2013 года запустила собственную систему передачи финансовых сообщений SEPAM, которая позже стала частью Азиатского клирингового союза и обеспечивает передачу финансовых сообщений вне системы SWIFT. Слово «sepam» с языка фарси переводится также, как и слово «swift» с английского, то есть быстрый, стремительный.
В 2023 году завершено соединение SEPAM с российской системой СПФС. Страны пользуются связью двух систем между членами этих систем (на начало 2024 года 20 стран-членов СПФС и 9 стран-членов SEPAM).